# Царук Олександр Пилипович
Олекса́ндр Пили́пович Цару́к (* 18 серпня 1948) — український баяніст, педагог. Член Національної всеукраїнської музичної спілки. Лауреат Хмельницької обласної премії імені Костянтина Широцького (2004).

## Біографічні відомості
Народився в Архангельській області Росії (там відбував заслання розкуркулений дід Царука).
1964 року закінчив Кам'янець-Подільську міську дитячу музичну школу (клас баяна) .
1968 року закінчив Київське музичне училице імені Рейнгольда Глієра (клас баяна).
1972 року закінчив Київський інститут культури (нині Київський національний університет культури і мистецтв) за фахом «Хорове диригування».
Після закінчення інституту працював у Донецьку. Потім служив в армії в Тбілісі.
Від 1974 року живе і працює в Кам'янці-Подільському. Викладач Кам'янець-Подільського училища культури.
Художній керівник ансамблю народної музики «Краяни» (попередня назва «Троїсті музики»). З ансамблем побував у багатьох країнах Європи (Польща, Болгарія, Німеччина, Голландія, Франція, Італія, Іспанія, Португалія).
2004 року Олександра Царука як популяризатора фольклору відзначено Хмельницькою обласною премією імені Костянтина Широцького .